# Unión Guadalupe
Unión Guadalupe är en ort i Mexiko.   Den ligger i kommunen Socoltenango och delstaten Chiapas, i den sydöstra delen av landet, 800 km sydost om huvudstaden Mexico City. Unión Guadalupe ligger 640 meter över havet och antalet invånare är 252.
Terrängen runt Unión Guadalupe är kuperad åt nordost, men åt sydväst är den platt. Runt Unión Guadalupe är det ganska glesbefolkat, med 35 invånare per kvadratkilometer. Närmaste större samhälle är Comitán, 19,4 km öster om Unión Guadalupe. Omgivningarna runt Unión Guadalupe är en mosaik av jordbruksmark och naturlig växtlighet.